# Wolfgang Ortmann
Wolfgang Ortmann (geboren 28. August 1885 in Berlin; gestorben 14. Mai 1969 ebenda) war ein deutscher Gebrauchsgrafiker. Er entwarf insbesondere Hüllen für Schallplatten, schuf Titelblätter für Notendrucke, gestaltete Plakate und wirkte als Illustrator für Bücher.

## Leben

### Familie
Wolfgang Ortmann war mit der aus jüdischer Familie stammenden selbständigen Zahnärztin Rika Baruch, genannt Riecke (geboren am 20. Februar 1886 in Elmshorn) verheiratet, Tochter von Meyer Baruch und Julie Abel. Der Ehe entsprangen die beiden Kinder Ruth, genannt Muschi, und Erik Jürgen Ortmann. Nach seiner Scheidung von Rika heiratete Wolfgang Ortmann die Eva Löwenfeld; Peter Crane wurde ihr Enkel.

### Werk
Unter den Gestaltern von Titelblättern für Notendrucke in der ersten Hälfte des 20. Jahrhunderts zählt Ortmann – nach Willy Herzig – zu den aktivsten im deutschen Sprachraum. Er gestaltete zahlreiche Titelblätter für Einzelausgaben, vor allem aber für die „für ihn lukrativeren Schlageralben.“ Ein Vergleich von Ortmanns Arbeiten offenbart eine wiederkehrende „stereotype Routine“, wobei bisher ungeklärt ist, ob die von wenigen von ihm verwendeten Farben – zumeist lediglich Grün, Rot, Braun und Grau – seinem freien Gestaltungswillen oder einer Einschränkung durch die zur Verfügung stehenden Drucktechniken geschuldet sind.
Ortmanns zeichnerische Qualitäten wirken durch eine teilweise „flotte Linienführung und gekonnte Schraffur“ aus, seine Blätter wirken jedoch oftmals dunkel und schwülstig und überzeugen nur selten durch Originalität.

## Bekannte Werke (Auswahl)

### Buchschmuck
- Olaf Skolnar (Hrsg.): Brevier des Junggesellen, mit Buchschmuck von Wolfgang Ortmann, Berlin-Charlottenburg: Deutscher Film-Verlag, [1921][3]

### Schriften
- 750 Jahre Nienhagen. Vom Lehnshof zum Ostseebad. 1264-2014, Ostseebad Nienhagen: Kurverwaltung des Ostseebades Nienhagen, [2019]; Inhaltsverzeichnis

### Notendrucke
- DADA. DADAISTISCHER FOXTROT FÜR TROTTEL UND SOLCHE, DIE ES NOCH WERDEN WOLLEN, 1920[4]
- Hört, hört!, Drei Masken Verlag, 1921[5]

## Ausstellungen
- 2016: Museumsberg Flensburg, In der Bar zum Krokodil. Die Schlagerwelt der Zwanzigerjahre[6]